# Gabriel Wołosewicz
Jeżeli edytujesz kod źródłowy, to aby uzyskać taki efekt: teoria, elektronem, Witolda Gombrowicza – twórz linki według składni: [[teoria]], [[elektron]]em, [[Witold Gombrowicz|Witolda Gombrowicza]].

Gabriel Wołosewicz – polski nauczyciel, wykładowca akademicki oraz egzaminator kwalifikacji zawodowych w szkolnictwie branżowym. Specjalizuje się w dydaktyce chemii oraz interdyscyplinarnym kształceniu zawodowym, koncentruje się na sektorze administracyjno-usługowym, w tym w szczególności na logistyce, transporcie i marketingu.
Nagrodzony tytułem Nauczyciela Roku 2024 w konkursie organizowanym przez "Głos Nauczycielski".

## Życiorys

### Wykształcenie i aktywność zawodowa
Urodził się w Słupsku na Pomorzu. Uczęszczał do Szkoły Podstawowej im. Jana Kochanowskiego w Kończewie, którą ukończył z najwyższą średnią ocen w szkole. Naukę kontynuował w Zespole Szkół Gastronomiczno-Hotelarskich im. Marii Skłodowskiej-Curie w Słupsku. Po maturze studiował jednocześnie biotechnologię na Wydziale Chemicznym Politechniki Gdańskiej oraz technologię żywności i żywienie człowieka na Uniwersytecie Przyrodniczym w Poznaniu. Ukończył studia z zakresu Reklamy i Marketingu Medialnego na Wydziale Nauk Społecznych Uniwersytetu Gdańskiego oraz kierunek Transport-Spedycja-Logistyka. 
W pracy dydaktycznej stosuje nowoczesne metody nauczania, uwzględniając indywidualne podejście do uczniów. Jest inicjatorem  rozwiązań pedagogicznych oraz autorem projektów edukacyjnych, których celem jest systematyczne podnoszenie jakości kształcenia. Wspiera uczniów w rozwijaniu kompetencji zawodowych, angażując się w doradztwo edukacyjno-zawodowe. Współpracuje z pracodawcami, wydawnictwami, organizacjami i instytucjami edukacyjnymi w celu wdrażania nowoczesnych rozwiązań w kształceniu zawodowym.
Działa na rzecz edukacji obywatelskiej i europejskiej, podejmując inicjatywy mające na celu zwiększanie świadomości społecznej oraz promowanie aktywnego uczestnictwa w życiu publicznym oraz kształtowanie postaw opartych na odpowiedzialności, tolerancji i poszanowaniu wartości europejskich. Jako koordynator projektów Erasmus+ oraz Starszy Ambasador Parlamentu Europejskiego wspiera międzynarodową współpracę edukacyjną, kładąc nacisk na wymianę doświadczeń i rozwój kompetencji międzykulturowych. 
Dołączył do grona pedagogicznego w drugim sezonie programu Back to school. Prawdziwy egzamin (2024) emitowanego na antenie TTV.

## Nagrody i wyróżnienia
- Zwycięzca plebiscytu „Dziennika Bałtyckiego” na „Nauczyciela na Medal 2017” w kategorii szkół ponadgimnazjalnych w powiecie wejherowskim[25][26][9].
- Uhonorowany tytułem „Nauczyciel Zawodowiec” w latach 2019 i 2024 przez Pracodawców Pomorza[27][28][29][30].
- Uzyskał I miejsce w konkursie organizowanym przez ATAS „Wartościowa wycieczka” (2019)[31].
- Dwukrotnie wyróżniony w konkursie Marszałka Województwa Pomorskiego „Nauczyciel Pomorza” (2019, 2024)[32][33][34].
- Otrzymał Nagrodę Ministra Edukacji Narodowej za szczególne osiągnięcia edukacyjne i wychowawcze (2023)[35].
- Wyróżnienie w konkursie Ministerstwa Edukacji Narodowej „Zawodowiec Roku 2022”[36][37].
- Został wybrany Nauczycielem Roku 2024[38][39][40][41][42].

## Życie prywatne
Jest ojcem dwóch córek: Amelii i Pauliny.